# Pindorama (ort)
Pindorama är en ort i Brasilien.   Den ligger i kommunen Pindorama och delstaten São Paulo, i den sydöstra delen av landet, 600 km söder om huvudstaden Brasília. Pindorama ligger 530 meter över havet och antalet invånare är 12 247.
Terrängen runt Pindorama är platt. Runt Pindorama är det ganska tätbefolkat, med 72 invånare per kvadratkilometer.. Närmaste större samhälle är Catanduva, 8,6 km nordväst om Pindorama.
Trakten runt Pindorama består till största delen av jordbruksmark.